# Рассказ старшего садовника
Рассказ старшего садовника — рассказ Антона Павловича Чехова. Написан в 1894 году, впервые опубликован в 1894 году в общественно-политической газете «Русские ведомости» № 356 от 25 декабря с подписью Антон Чехов.

## Публикации
Рассказ А. П. Чехова «Рассказ старшего садовника» написан в 1887 году, впервые опубликован в 1894 году в газете «Русские ведомости» № 356 от 25 декабря с подписью Антон Чехов, вошёл в издание А. Ф. Маркса.
При жизни Чехова рассказ переводился на болгарский язык.

## История
В «Рассказе старшего садовника» поднимается проблема смертной казни. В 1888 году в рассказе А. П. Чехова «Пари» ставился вопрос о «безнравственности» смертной казни с точки зрения естественного права. Это положение первым сформулировал Ч. Беккариа в своем трактате «О преступлениях в наказаниях» (итал. Dei delitti e delle pene). Долгое время оно было предметом дискуссий в России. Чехов имел перевод на русский язык этой книги.
При путешествии на Сахалин этот вопрос для Чехова перешел из сферы отвлеченно-этической в область конкретики. Чехов писал А. С. Суворину, что на Сахалине он «видел все, кроме смертной казни». Глава его книги «Остров Сахалин» — «Нравственность ссыльного населения. — Преступность. — Следствие и суд. — Наказание. — Розги и плети. — Смертная казнь» была написана по рассказам очевидцев.
Основное место в «Рассказе старшего садовника» занимает легенда, в которой выражается вера в человека, который создан «по образу и подобию Божию».

## Критика
Критик Н. С. Худеков в своем время обратил внимание на рассказ. В 1895 году старший брат писателя, Ал. П. Чехов, писал А. П. Чехову: «Худеков, увидя меня, ткнул пальцем в „Русские ведомости“ и сказал: — А вот нашел же ваш братец время написать рождественский рассказ в „Русские ведомости“! А нам ничего не дал. Не дурной, очень не дурной рассказ!» .

## Персонажи
- Михаил Карлович, садовник, почтенный старик.
- Томсон или Вильсон, врач, пожилой и одинокий господин.
- Сосед-помещик.
- Рассказчик.

## Сюжет
Рассказ ведется от первого лица. Однажды летом в оранжерее шла распродажа цветов. На нее пришли рассказчик, сосед-помещик и купец. Цветы укладывал старик садовник, Михаил Карлович. Между покупателями зашёл разговор о проехавшем мимо них работнике с цыганским лицом. Помещик сказал, что того недавно судили в городе за грабеж и оправдали, поскольку
признали душевнобольным. Он же, по мнению помещика, здоровёхонек. Оправдания, основанные на болезнях и аффектах обвиняемых, по его мнению, деморализуют людей и притупляют чувство справедливости.
Михаил Карлович прислушивался к разговорам и сказал, что он раз за оправдательные приговоры, так как присяжные заседатели могут ошибаться и обвинить невиновного. Он считает так: «Если судьи и присяжные более верят человеку, чем уликам, вещественным доказательствам и речам, то разве эта вера в человека сама по себе не выше всяких житейских соображений?…вы в человека уверуйте!» Потом он пересказал историю, которую узнал от своей бабушки.
В небольшом городке жил пожилой и одинокий господин Томсон или Вильсон, бесплатно лечивший людей. Тогда ученые были не как обыкновенные люди — дни и ночи оно проводили в созерцании, в чтении книг и лечении болезней. Жители города это понимали это и не надоедали посещениями и болтовней. Врач любил горожан, как детей. У него самого была чахотка.
Для города врач был необходим. Однажды ночью при возвращении от больного, на него в лесу напали разбойники, но, узнав кто он, разбойники сняли перед ним шляпы и спросили, не хочет ли он есть. Когда он сказал, что сыт, то они дали ему плащ и проводили до города. Однажды этот врач был найден убитым. Судьи провели следствие и сказали: «Здесь мы имеем все признаки убийства, но так как нет на свете такого человека, который мог бы убить нашего доктора, то, очевидно, убийства тут нет и совокупность признаков является только простою случайностью. Нужно предположить, что доктор в потемках сам упал в овраг и ушибся до смерти».
С этим мнением все согласились. Однако убийца нашелся. Некий шалопай смутился, когда его стали уличать. У него провели обыск и нашли в рубаху с окровавленными рукавами и ланцет доктора. Улики налицо. Злодея посадили в тюрьму. Несмотря на то, что всё говорило против него, на суде он отрицал вину. Суд хотел признал его виновным в убийстве доктора, но главный судья не закончил обвинительную речь и закричал: «Клянусь, он не виноват! Я не допускаю мысли, чтобы мог найтись человек, который осмелился бы убить нашего друга доктора! Человек неспособен пасть так глубоко!» Судьи с ним согласились и отпустили убийцу. При этом никто не упрекнул судей в несправедливости.
Михаил Карлович закончил речь словами, что за такую веру в человека Бог простил грехи всем жителям городка. «Пусть оправдательный приговор принесет жителям городка вред, но … какое благотворное влияние имела на них эта вера в человека…. она воспитывает в нас великодушные чувства и всегда побуждает любить и уважать каждого человека».
Слушатели не нашли, что ему возразить и разошлись.